# دينيسي وليامز (لاعب كرة قدم)
دينيسي وليامز (بالإنجليزية: Dean Williams)‏ (1 يناير 1970 في المملكة المتحدة - ) هو مدرب كرة قدم ولاعب كرة قدم بريطاني في مركز الهجوم. لعب مع ستيفيناغ بوروه وكامبريدج يونايتد ونادي برينتفورد ونادي دونكاستر روفرز ونادي هايز وسانت ألبانز سيتي وAylesbury United F.C. ‏ وبركهامستد تاون ‏ وتشيشام يونايتد ‏ وهيميل هيمبستيد تاون وHitchin Town F.C. ‏ وووركينغهام وإمربروك ‏.

## وصلات خارجية
- دينيسي وليامز على موقع قاعدة بيانات كرة القدم.إي يو (الإنجليزية)